# Exetastes desertus
Exetastes desertus är en stekelart som beskrevs av Kuslitzky 2007. Exetastes desertus ingår i släktet Exetastes och familjen brokparasitsteklar. Inga underarter finns listade i Catalogue of Life.